# 桜木花道
桜木 花道（さくらぎ はなみち）は、井上雄彦の漫画作品およびそれを原作とするアニメ『SLAM DUNK（スラムダンク）』に登場する架空の人物で、本作の主人公。
担当声優は草尾毅。劇場アニメ『THE FIRST SLAM DUNK』では木村昴。

## プロフィール
- 所属：湘北高等学校1年7組
- 身長：188 cm→189.2 cm
- 体重：83 kg
- 誕生日：4月1日[2]
- 背番号：10
- ポジション：パワーフォワード、センター
- 着用シューズ：体育館シューズ→NIKE AIR JORDAN VI（白×赤）→NIKE AIR JORDAN I（黒×赤）
- 靴のサイズ：28.0cm→30cm[注 1]

## 人物
赤い髪がトレードマーク。和光中学時代は不良であり、喧嘩に明け暮れる。50人の女性に告白したが全て振られ、50人目の相手である島村葉子（アニメ版より）の好きな相手が「バスケ部の小田」だったためにバスケットボールが大嫌いになる。湘北高校に入学直後に自身の体格に目を付けた同学年の赤木晴子に話しかけられた際、彼女に一目惚れして誘われるがままにバスケ部への入部を決意し、これが彼の高校生活を大きく変えていくきっかけとなる。晴子の兄である剛憲にしごかれるが、次第にバスケの面白さに目覚め、持ち前の体力や様々なライバルとの勝負で急激に成長していく。
気性が激しく粗暴で自信過剰で、お調子者で目立ちたがり屋。
トレードマークの赤い髪に関しては、最初はリーゼントだったが、海南との試合で自身のパスミスによる敗退に責任を感じて以降は、心機一転して、坊主頭に変え、最終回エピローグでは、スポーツ刈りのようになっていた。
剛憲に対する「ゴリ」、魚住に対する「ボス猿」など、チームメイトや他校の選手に、その特徴を突いたあだ名をつけ、自分だけで勝手にのあだ名で呼び続ける。
憧れの晴子が流川に片想いだと知り、流川に強烈なライバル意識を抱いている。
家族については、中学時代の回想シーンで自宅に戻ると父親が発作のような状態で倒れている描写があったが、父親以外の家族構成や家庭の状況などは不明。父親が倒れた後の生死についても触れられていないが、その出来事が教訓となり、シュート練習の付き添いで倒れた安西の異変に気付き、早急に適切な判断で救急車を呼んで病院に搬送した。
山王戦で背中を負傷し、その後無理をして最後まで出場を続け、怪我が悪化し試合後に入院。インターハイ終了後は療養中となっている。作中の医師との会話では復帰を目指しかなり厳しいリハビリを行っている様子。原作終了後の黒板漫画ではリハビリを続けながら、アメリカ進出の野望を見せている。
連載中に行われた人気投票では2回とも第1位にランク入りしている。
1990年、「SLAM DUNK」の連載開始以前に発売された「週刊少年ジャンプ増刊 Summer Special」にて掲載された「赤が好き」という読み切り作品に同姓同名の人物が登場。赤髪のリーゼントという容姿やカッとなりやすい一方で内気な性格などは共通しているが、学年が2年生であることや常にパイプを咥えていることや女性に対しても敬語を使わないことなど、設定は異なる。

## プレイスタイル
驚異的なフィジカルの持ち主で、パワー、スピード、スタミナはいずれも一級品で2mの魚住や河田弟に対しても力も高さも互角以上に渡り合える。垂直跳びの最高到達点は赤木をも凌ぎ、到達までの時間も早いので、魚住のダンクを赤木の上からブロックするほど。初期にはゴール前で目にもとまらぬ速さで連続ジャンプし、分身したかのように立ちはだかって壁を作ってシュートコースを全てふさぐという「フンフンディフェンス」を披露した。
そのジャンプ力を生かしリバウンド能力に優れている。赤木に「他はともかくリバウンドだけは全国区」と評されるほど。
「抱えたボールを下から掬うように投げる」という特異なフリースローフォームを編み出したことで、それまでは一度も入らなかったフリースローも克服した。作中では「フリースロー成功率95%を誇ったリック・バリーのフォームと一致」と説明している。
そのような驚異的な身体能力を有する反面、過去にバスケ経験が一切無い「初心者」であるため、パス、ドリブルなどの基本的な技術に関しては未熟な面も目立つ。また、バスケ用語や細かいルールに関しても知識不足で、試合中にチームメイトから耳打ちして教えてもらうこともあるほど。初心者であるが故に、試合のセオリーを無視した予想外な行動をとる事があり、それが功となり試合の流れを変える事もある。